# AraAppaloosa
Els cavalls araappaloosa constitueixen una raça de cavalls formada per l'encreuament del cavall àrab amb l'appaloosa.

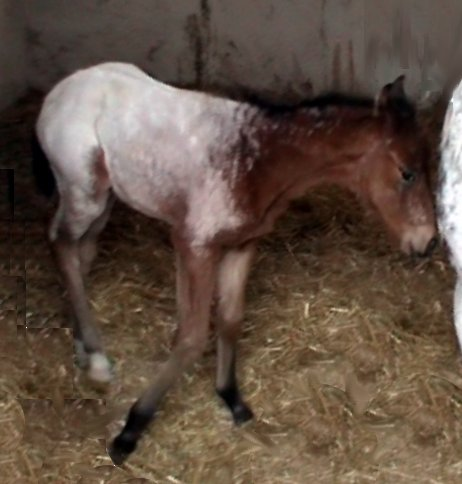
Poltre araappaloosa.

L'aspecte exterior combina les formes refinades de la raça àrab amb el pelatge lleopard dels appaloosa. El pelatge dels araappaloosa és lleopard o pigat. L'alçada varia entre 142 i 152 cm. El tipus és molt semblant al del cavall àrab, amb un cap petit i refinat, la cua és alterosa i els moviments són elegants. Comparat amb un cavall appaloosa del tipus quarter, l'araappaloosa és més lleuger i refinat.
Són cavalls molt resistents que resulten molt adequats per a raids, com a cavalls vaquers i per a concursos en pista. L'organització responsable de la raça és la AraAppaloosa and Foundation Breeders' International (AAFBI).

Els cavalls appaloosa originals, tal com els criaven els nez percés i abans de rebre el nom actual, eren cavalls amb un tipus molt característic i refinat. El fundador del registre appaloosa, Claude Thompson, va emprar estalons àrabs per a millorar alguns detalls de la cabanya inicial formada a partir de cavalls recuperats. Els descendents formaren la línia dels cavalls Appaloosa "fundadors". Posteriorment, en ser un registre obert, la majoria de cavalls appaloosa canviaren el tipus original per un aspecte de Quarter Horse. L'associació AAFBI considera que la raça ara appaloosa és un intent de preservar o recrear els tipus de cavalls criats pels nez percés en els segles xviii i xix.